# Nicastrina
Nicastrina (en anglès nicastrin), també coneguda com NCSTN, és una proteïna que en els humans es codificada pel gen NCSTN.
La nicastrina (abreujada com NCT) és una proteïna que forma part del complex proteínic gamma secretasa que és una de les proteases implicades en processar la proteïna precursora amiloide en el pèptid associat a la malaltia d'Alzheimer-beta amiloide.

## Història
El poble italià de Nicastro (actualment part de la ciutat de Lamezia Terme) va donar nom a aquesta proteïna tot estudiant la malaltia d'Alzheimer el 1963.
 and PSEN2.